# Beau Vallon (Seicheles)
Beau Vallon é um distrito das Seicheles localizado na região norte da Ilha de Mahé com uma área de 4.456 km².
Em 2021 a população de Beau Vallon foi estimada em 4,085 habitantes, já de acordo com o censo de 2010 a população é de 4,120 habitantes dentre eles 2,047 sendo homens e 2,073 mulheres.